# Bây giờ, chúng ta đang chia tay
Bây giờ, chúng ta đang chia tay (tiếng Hàn: 지금, 헤어지는 중입니다; Romaja: Jigeum, Heeojineun Jungibnida) là một bộ phim truyền hình chính kịch lãng mạn của Hàn Quốc. Phim do Lee Gil-bok làm đạo diễn, Je In đảm nhận viết kịch bản và được sản xuất bởi Samhwa Networks và United Artists Agency cho đài SBS. Với sự tham gia của Song Hye-kyo, Jang Ki-yong, Kim Joo-hun và Choi Hee-seo, bộ phim nói về tình yêu và sự chia tay của một cặp đôi. Phim dự kiến phát sóng trên kênh SBS vào thứ sáu và thứ bảy hàng tuần lúc 22:00 (KST), bắt đầu từ ngày 12 tháng 11 năm 2021.

## Nội dung
Bộ phim là câu chuyện về tình yêu và việc chia tay. Phim lấy bổi cảnh hiện thực trong ngành thời trang. Ha Yeong-eun (Song Hye-kyo) là một trưởng nhóm thiết kế xinh đẹp, sành điệu, thuộc bộ phận thiết kế của công ty thời trang có tên 'The One'. Yoon Jae-gook (Jang Ki-yong) là một nhiếp ảnh gia tự do giàu có.

## Dàn diễn viên

### Vai chính
- Song Hye-kyo trong vai Ha Yeong-eun[5]

Con gái của Kang Jung-ja và Ha Taek-soo, đồng thời là bạn thân của Hwang Chi-sook và Jeon Mi-sook, trưởng nhóm thiết kế của công ty thời trang có tên là 'The One'.
- Jang Ki-yong trong vai Yoon Jae-gook

Một nhiếp ảnh gia thời trang tự do nổi tiếng.
- Choi Hee-seo trong vai Hwang Chi-sook[6]

Giám đốc thiết kế của 'The One', con gái của CEO Hwang, bạn thân của Ha Young-eun và Jeon Mi-sook, chị gái của Hwang Chi-hyung.
- Kim Joo-hun trong vai Seok Do-hoon

Đại diện quảng cáo của công ty, trung tâm của các xu hướng.

### Vai phụ

#### Gia đình của Ha Yeong-eun
- Nam Gi-ae trong vai Kang Jeong-ja

Mẹ của Ha Yeong-eun, rất yêu thương con gái của mình
- Choi Hong-il trong vai Ha Taek-soo

Cha của Ha Yeong-eun, hiệu phó trường trung học cơ sở trong một tháng trước khi nghỉ hưu

#### Gia đình của Yoon Jae-gook
- Cha Hwa-yeon trong vai Min Hye-ok

Mẹ của Yoon Jae-gook, một người vợ tốt bụng và khiêm tốn nhưng có nhiều vết sẹo trong quá khứ

#### Nhân viên trong 'The One'
- Joo Jin-mo trong vai Đại diện Hwang

Cha của Hwang Chi-sook và Hwang Chi-hyung, CEO của 'The One', là người đàn ông có tính tự lập.
- Jang Hyuk-jin trong vai Go Gwang-soo

Trưởng bộ phận sản xuất của 'The One'.
- Song Yoo-hyun trong vai Oh In-ah

Trưởng nhóm thiết kế 'Lamont', thương hiệu thứ hai của 'The One'.
- Lee Joo-myung trong vai Nam Na-ri

Cô đã làm việc trong một thời gian dài trong 'The One' với Ha Yeong-eun, một đàn em luôn tin tưởng và ủng hộ cô.
- Kim Do-geon trong vai Jimmy

Người mẫu quảng cáo của 'The One'
- Oh Se-hun trong vai Hwang Chi-hyung

Nhà thiết kế mới của 'The One'. Anh không chỉ là một nhân viên bình thường mà còn là con trai của CEO Hwang và em trai của Hwang Chi-sook.
- Shin Ha-young trong vai Jung So-young

Thành viên trẻ nhất trong đội thiết kế của 'The One', thành viên thuộc đội thiết kế So-noh.
- Kim Bo-jeong trong vai Nam Na-ri

Quản lý nhóm thiết kế của 'The One'.
- Moon Joo-yeon trong vai Ahn Seon-joo

Nhà thiết kế của đội Ha Yeong-eun, một người trung thực với cảm xúc.

#### Vai trò khác
- Park Hyo-joo trong vai Jeon Mi-sook[13]

Hạn thân củawang Chi-sook và ba Yeong-eun, và của Kwak Soo-ho.
- Yoon Na-moo trong vai Kwak Soo-ho

Chồng của Jeon Mi-sook, đồng nghiệp của Seok Do-hoon.
- Yoon Jung-hee trong vai Sin Yoo-jeong[14]

Một người có sức ảnh hưởng trên mạng với hơn 600.000 người theo dõi trên Instagram, là con gái duy nhất của tập đoàn Hills.
- Ki Eun-se trong vai Seo Min-kyeong[15]

Phó giám đốc nhóm marketing Vision PR do Seok Do-hoon điều hành.
- Yura trong vai Hye-rin

Người nổi tiếng trên mạng xã hội, KOL với rất nhiều người theo dõi.
- Shin Dong-wook[17]
- Park Bo-kyung trong vai Choi Ji-yeon

Từng là đồng nghiệp của Ha Young-eun tại công ty thời trang 'The One', giờ là chủ tịch quán bar LP.

## Sản xuất
Samhwa Networks đã ký kết một hợp đồng trị giá 8,96 tỷ ₩ với StudioS (một công ty con của SBS) để sản xuất bộ phim này. Kang Eun-kyung là người sáng tác ra bộ truyện.
Vào ngày 23 tháng 6 năm 2020, Huayi Brothers thông báo rằng Soo Ae đã nhận được một lời mời diễn xuất trong bộ phim và hiện cô ấy đang xem xét lời mời đó, cuối cùng cô đã từ chối. Vào tháng 11 năm 2020, United Artists Agency, công ty quản lý của Song Hye-kyo, thông báo rằng cô ấy đang cân nhắc diễn vai chính cho bộ phim này. Lần cuối cô tham gia diễn xuất trong các bộ phim truyền hình là trong Encounter phát sóng năm 2018. Yoon Jung-hee trở lại với phim truyền hình sau 7 năm kể từ vai chính trong bộ phim The Eldest phát sóng năm 2014. Vào ngày 10 tháng 3, dàn diễn viên được xác nhận bao gồm: Song Hye-kyo, Jang Ki-yong, Choi Hee-seo, Kim Joo-hun, Nam Gi-ae, Choi Hong-il, Joo Jin- mo, Cha Hwa-yeon, Jang Hyuk-jin, Song Yoo-hyun, Lee Joo-myung, Park Hyo-joo, Yoon Na-moo và Yoon Jung-hee. Ki Eun-se, Kim Do-geon, Yura, Oh Se-hun và Shin Dong-wook xác nhận tham gia sau đó. Vào ngày 30 tháng 9, các bức ảnh buổi đọc kịch bản đã được đăng tải.

### Quá trình quay phim
Song Hye-kyo bắt đầu quay bộ phim tại Seoul vào ngày 9 tháng 4 năm 2021. Đây là dự án đầu tiên của cô sau hai năm rời xa màn ảnh.
Địa điểm quay phim chính được đặt tại Trung tâm Văn hóa & Nghệ thuật Incheon, nằm ở Khu Kinh doanh Quốc tế Songdo. Trung tâm này được thiết lập làm trụ sở của công ty thời trang 'The One'. Ngày 20 tháng 7, Yoon Jung-hee được xác nhận dương tính với Covid-19, vì lịch quay của cô không trùng với các vai chính nên việc quay phim không bị tạm dừng. Ngày 12 tháng 9 năm 2021, bộ phim chính thức đóng máy và chuyển qua giai đoạn hậu kỳ. Các đoạn phim quảng bá cho bộ phim này đã được ghi hình trước do nam diễn viên Jang Ki-yong nhập ngũ vào tháng 8 năm 2021.

## Phát sóng
Bộ phim dự kiến phát sóng vào thứ sáu, thứ bảy hàng tuần lúc 22:00 (KST), bắt đầu từ ngày 12 tháng 11 năm 2021.

### Phát sóng quốc tế
Vào ngày 1 tháng 6 năm 2021, SBS thông báo rằng bản quyền phát sóng của bộ phim đã được bán tại Nhật Bản.
Trong một bài đăng, Viu đã thông báo rằng họ sẽ phát trực tuyến bộ phim như một phần của Viu Original Series vào tháng 11 sau các bộ phim trước như Sông đón trăng lên và Một ngày nọ kẻ hủy diệt gõ cửa nhà tôi. Samhwa Networks thông báo họ đã bán bản quyền phát sóng cho công ty mẹ của Viu là PCCW Media tại quốc gia Châu Á và cũng như tại Hàn Quốc, Nhật Bản và Trung Quốc với thời hạn hợp đồng đến ngày 4 tháng 8 năm 2031.

## Nhạc phim

### Phần 1
| Phát hành 12 tháng 11 năm 2021 | Phát hành 12 tháng 11 năm 2021        | Phát hành 12 tháng 11 năm 2021 | Phát hành 12 tháng 11 năm 2021 | Phát hành 12 tháng 11 năm 2021 | Phát hành 12 tháng 11 năm 2021 |
| STT                            | Nhan đề                               | Phổ lời                        | Phổ nhạc                       | Ca sĩ                          | Thời lượng                     |
| ------------------------------ | ------------------------------------- | ------------------------------ | ------------------------------ | ------------------------------ | ------------------------------ |
| 1.                             | "The Season Called You" (너라는 계절) | U.je, ZigZag Note, Eunjong Noh | ZigZag Note, Eunjong Noh, U.je | Twenty                         | 3:42                           |
| 2.                             | "The Season Called You" (Inst.)       |                                | ZigZag Note, Eunjong Noh, U.je |                                | 3:42                           |

### Phần 2
| Phát hành 14 tháng 11 năm 2021 | Phát hành 14 tháng 11 năm 2021 | Phát hành 14 tháng 11 năm 2021     | Phát hành 14 tháng 11 năm 2021     | Phát hành 14 tháng 11 năm 2021 | Phát hành 14 tháng 11 năm 2021 |
| STT                            | Nhan đề                        | Phổ lời                            | Phổ nhạc                           | Ca sĩ                          | Thời lượng                     |
| ------------------------------ | ------------------------------ | ---------------------------------- | ---------------------------------- | ------------------------------ | ------------------------------ |
| 1.                             | "Hold My Hand" (손을 잡아줘요) | Who Am I (Jang Hee-won, Enchanter) | Who I Am (Jang Hee-won, Enchanter) | Lee Hi                         | 3:30                           |
| 2.                             | "Hold My Hand" (Inst.)         |                                    | Who I Am (Jang Hee-won, Enchanter) |                                | 3:30                           |

### Phần 3
| Phát hành 19 tháng 11 năm 2021 | Phát hành 19 tháng 11 năm 2021  | Phát hành 19 tháng 11 năm 2021    | Phát hành 19 tháng 11 năm 2021    | Phát hành 19 tháng 11 năm 2021 | Phát hành 19 tháng 11 năm 2021 |
| STT                            | Nhan đề                         | Phổ lời                           | Phổ nhạc                          | Ca sĩ                          | Thời lượng                     |
| ------------------------------ | ------------------------------- | --------------------------------- | --------------------------------- | ------------------------------ | ------------------------------ |
| 1.                             | "The Only Reason" (오로지 그대) | Aiming (Changrak Kim, Soobin Kim) | Aiming (Changrak Kim, Soobin Kim) | Davichi                        | 4:03                           |
| 2.                             | "The Only Reason" (Inst.)       |                                   | Aiming (Changrak Kim, Soobin Kim) |                                | 4:03                           |

### Phần 4
| Phát hành 21 tháng 11 năm 2021 | Phát hành 21 tháng 11 năm 2021                                                  | Phát hành 21 tháng 11 năm 2021 | Phát hành 21 tháng 11 năm 2021    | Phát hành 21 tháng 11 năm 2021 | Phát hành 21 tháng 11 năm 2021 |
| STT                            | Nhan đề                                                                         | Phổ lời                        | Phổ nhạc                          | Ca sĩ                          | Thời lượng                     |
| ------------------------------ | ------------------------------------------------------------------------------- | ------------------------------ | --------------------------------- | ------------------------------ | ------------------------------ |
| 1.                             | "The Green Season Doesn't Mean Anything To Me" (푸르른 계절도 내겐 의미 없어요) | Han Kyungsoo                   | Kyungsoo Han, Dohyeong Lee (Lohi) | Jeong Seung-hwan               | 4:49                           |
| 2.                             | "The Green Season Doesn't Mean Anything To Me" (Inst.)                          |                                | Kyungsoo Han, Dohyeong Lee (Lohi) |                                | 4:49                           |

### Phần 5
| Phát hành 26 tháng 11 năm 2021 | Phát hành 26 tháng 11 năm 2021 | Phát hành 26 tháng 11 năm 2021    | Phát hành 26 tháng 11 năm 2021     | Phát hành 26 tháng 11 năm 2021 | Phát hành 26 tháng 11 năm 2021 |
| STT                            | Nhan đề                        | Phổ lời                           | Phổ nhạc                           | Ca sĩ                          | Thời lượng                     |
| ------------------------------ | ------------------------------ | --------------------------------- | ---------------------------------- | ------------------------------ | ------------------------------ |
| 1.                             | "I Miss You"                   | AIMING (Changrak Kim, Soobin Kim) | AIMING (Kim Changrak, Kim Soo-bin) | Song Yoo-jin                   | 4:13                           |
| 2.                             | "I Miss You" (Inst.)           |                                   | AIMING (Kim Changrak, Kim Soo-bin) |                                | 4:13                           |

### Phần 6
| Phát hành 28 tháng 11 năm 2021 | Phát hành 28 tháng 11 năm 2021 | Phát hành 28 tháng 11 năm 2021 | Phát hành 28 tháng 11 năm 2021 | Phát hành 28 tháng 11 năm 2021 | Phát hành 28 tháng 11 năm 2021 |
| STT                            | Nhan đề                        | Phổ lời                        | Phổ nhạc                       | Ca sĩ                          | Thời lượng                     |
| ------------------------------ | ------------------------------ | ------------------------------ | ------------------------------ | ------------------------------ | ------------------------------ |
| 1.                             | "Stay"                         | Park Sol                       | Park Sol                       | Car, the Garden                | 4:01                           |
| 2.                             | "Stay" (Inst.)                 |                                | Park Sol                       |                                | 4:01                           |

### Phần 7
| Phát hành 3 tháng 12 năm 2021 | Phát hành 3 tháng 12 năm 2021 | Phát hành 3 tháng 12 năm 2021 | Phát hành 3 tháng 12 năm 2021      | Phát hành 3 tháng 12 năm 2021 | Phát hành 3 tháng 12 năm 2021 |
| STT                           | Nhan đề                       | Phổ lời                       | Phổ nhạc                           | Ca sĩ                         | Thời lượng                    |
| ----------------------------- | ----------------------------- | ----------------------------- | ---------------------------------- | ----------------------------- | ----------------------------- |
| 1.                            | "Ing..."                      | Hana                          | Psycho Tension (YEJUN, Lee Ha-eun) | Lee Minhyuk, Bora Miyu        | 4:00                          |
| 2.                            | "Ing...." (Inst.)             |                               | Psycho Tension (YEJUN, Lee Ha-eun) |                               | 4:00                          |

### Phần 8
| Phát hành 5 tháng 12 năm 2021 | Phát hành 5 tháng 12 năm 2021 | Phát hành 5 tháng 12 năm 2021 | Phát hành 5 tháng 12 năm 2021 | Phát hành 5 tháng 12 năm 2021 | Phát hành 5 tháng 12 năm 2021 |
| STT                           | Nhan đề                       | Phổ lời                       | Phổ nhạc                      | Ca sĩ                         | Thời lượng                    |
| ----------------------------- | ----------------------------- | ----------------------------- | ----------------------------- | ----------------------------- | ----------------------------- |
| 1.                            | "Between Us"                  | Kwon Soonil, James Son        | Kwon Soonil, James Son        | Urban Zakapa                  | 4:01                          |
| 2.                            | "Between Us" (Inst.)          |                               | Kwon Soonil, James Son        |                               | 4:01                          |

### Phần 9
| Phát hành 12 tháng 12 năm 2021 | Phát hành 12 tháng 12 năm 2021       | Phát hành 12 tháng 12 năm 2021 | Phát hành 12 tháng 12 năm 2021 | Phát hành 12 tháng 12 năm 2021 | Phát hành 12 tháng 12 năm 2021 |
| STT                            | Nhan đề                              | Phổ lời                        | Phổ nhạc                       | Ca sĩ                          | Thời lượng                     |
| ------------------------------ | ------------------------------------ | ------------------------------ | ------------------------------ | ------------------------------ | ------------------------------ |
| 1.                             | "Come Rest With Me" (그대 잠시 내게) | Jeon Geun-hwa                  | Jeon Geun-hwa, Jeong Jin-wook  | Lee Mu-jin                     | 4:07                           |
| 2.                             | "Come Rest With Me" (Inst.)          |                                | Jeon Geun-hwa, Jeong Jin-wook  |                                | 4:07                           |

### Phần 10
| Phát hành 19 tháng 12 năm 2021 | Phát hành 19 tháng 12 năm 2021   | Phát hành 19 tháng 12 năm 2021 | Phát hành 19 tháng 12 năm 2021 | Phát hành 19 tháng 12 năm 2021 | Phát hành 19 tháng 12 năm 2021 |
| STT                            | Nhan đề                          | Phổ lời                        | Phổ nhạc                       | Ca sĩ                          | Thời lượng                     |
| ------------------------------ | -------------------------------- | ------------------------------ | ------------------------------ | ------------------------------ | ------------------------------ |
| 1.                             | "Because I am You" (나는 너라서) | Baekho (NU'EST)                | Jeon-ni                        | Baekho (NU'EST)                | 3:35                           |
| 2.                             | "Because I am You" (Inst.)       |                                | Jeon-ni                        |                                | 3:35                           |

### Phần 11
| Phát hành 4 tháng 1 năm 2022 | Phát hành 4 tháng 1 năm 2022  | Phát hành 4 tháng 1 năm 2022 | Phát hành 4 tháng 1 năm 2022 | Phát hành 4 tháng 1 năm 2022 | Phát hành 4 tháng 1 năm 2022 |
| STT                          | Nhan đề                       | Phổ lời                      | Phổ nhạc                     | Ca sĩ                        | Thời lượng                   |
| ---------------------------- | ----------------------------- | ---------------------------- | ---------------------------- | ---------------------------- | ---------------------------- |
| 1.                           | "When We're Together"         | Michele Wylen                | Kim Ji-soo, Isaac            | Shorelle                     | 3:47                         |
| 2.                           | "When We're Together" (Inst.) |                              | Kim Ji-soo, Isaac            |                              | 3:47                         |

## Tỷ suất người xem
| Mùa | Mùa | Số tập | Số tập | Số tập | Số tập | Số tập | Số tập | Số tập | Số tập | Số tập | Số tập | Số tập | Số tập | Số tập | Số tập | Số tập | Số tập | Trung bình |
| Mùa | Mùa | 1      | 2      | 3      | 4      | 5      | 6      | 7      | 8      | 9      | 10     | 11     | 12     | 13     | 14     | 15     | 16     | Trung bình |
| --- | --- | ------ | ------ | ------ | ------ | ------ | ------ | ------ | ------ | ------ | ------ | ------ | ------ | ------ | ------ | ------ | ------ | ---------- |
|     | 1   | 1.146  | 1.503  | 1.285  | 1.454  | 1.249  | 1.327  | 1.174  | 1.264  | 1.216  | 1.153  | 1.091  | 1.004  | 0.851  | N/A    | 1.182  | 1.363  | TBD        |

| Tập | Ngày phát sóng       | Tỷ suất người xem | Tỷ suất người xem | Tỷ suất người xem |
| Tập | Ngày phát sóng       | Nielsen Hàn Quốc  | Nielsen Hàn Quốc  | TNmS              |
| Tập | Ngày phát sóng       | Toàn quốc         | Seoul             | Toàn quốc         |
| --- | -------------------- | ----------------- | ----------------- | ----------------- |
| 1 | 12 tháng 11 năm 2021 | 6,4%              | 6,6%              | —                 |
| 2 | 13 tháng 11 năm 2021 | 8,0%              | 9,0%              | 6,8%              |
| 3 | 19 tháng 11 năm 2021 | 7,3%              | 7,3%              | 5,5%              |
| 4 | 20 tháng 11 năm 2021 | 7,9%              | 8,5%              | 5,7%              |
| 5 | 26 tháng 11 năm 2021 | 7,0%              | 7,5%              | 5,3%              |
| 6 | 27 tháng 11 năm 2021 | 7,6%              | 8,4%              | —                 |
| 7 | 3 tháng 12 năm 2021  | 6,4%              | 6,9%              | —                 |
| 8 | 4 tháng 12 năm 2021  | 6,9%              | 7,4%              | 5,0%              |
| 9 | 10 tháng 12 năm 2021 | 6,9%              | 7,5%              | 5,2%              |
| 10 | 11 tháng 12 năm 2021 | 6,8%              | 7,5%              | 5,4%              |
| 11 | 17 tháng 12 năm 2021 | 6,5%              | 6,9%              | 4,4%              |
| 12 | 24 tháng 12 năm 2021 | 5,7%              | 6,3%              | —                 |
| 13 | 25 tháng 12 năm 2021 | 4,9%              | 5,5%              | —                 |
| 14 | 1 tháng 1 năm 2022   | 4,2%              | 4,6%              | —                 |
| 15 | 7 tháng 1 năm 2022   | 6,8%              | 6,8%              | 5,3%              |
| 16 | 8 tháng 1 năm 2022   | 6,7%              | 7,1%              | 4,9%              |
| Trung bình                                                                                                | Trung bình           | 6,6%              | 7,1%              | —                 |
| - Trong bảng trên, số màu xanh chỉ tỷ suất người xem thấp nhất, số màu đỏ chỉ tỷ suất người xem cao nhất. |                      |                   |                   |                   |

## Giải thưởng và đề cử
| Năm  | Giải thưởng                      | Hạng mục                                                              | Đề cử cho                   | Kết quả   | Nguồn  |
| ---- | -------------------------------- | --------------------------------------------------------------------- | --------------------------- | --------- | ------ |
| 2021 | Giải thưởng phim truyền hình SBS | Cặp đôi đẹp nhất                                                      | Jang Ki-yong & Song Hye-kyo | Đề cử     | [ 48 ] |
| 2021 | Giải thưởng phim truyền hình SBS | Giải Daesang                                                          | Song Hye-kyo                | Đề cử     | [ 49 ] |
| 2021 | Giải thưởng phim truyền hình SBS | Nam diễn viên xuất sắc hạng mục phim ngắn tập (hài/lãng mạn)          | Kim Joo-hun                 | Đoạt giải | [ 50 ] |
| 2021 | Giải thưởng phim truyền hình SBS | Nữ diễn viên phụ xuất sắc nhất hạng mục phim ngắn tập (hài/lãng mạn)  | Park Hyo-joo                | Đoạt giải | [ 51 ] |
| 2021 | Giải thưởng phim truyền hình SBS | Nhân vật nữ xuất sắc nhất                                             | Choi Hee-seo                | Đề cử     | [ 52 ] |
| 2021 | Giải thưởng phim truyền hình SBS | Nam diễn viên xuất sắc nhất hạng mục phim ngắn tập (hài/lãng mạn)     | Jang Ki-yong                | Đề cử     | [ 52 ] |
| 2021 | Giải thưởng phim truyền hình SBS | Nữ diễn viên xuất sắc nhất hạng mục phim ngắn tập (hài/lãng mạn)      | Song Hye-kyo                | Đề cử     | [ 52 ] |
| 2021 | Giải thưởng phim truyền hình SBS | Nữ diễn viên xuất sắc hạng mục phim ngắn tập (hài/lãng mạn)           | Choi Hee-seo                | Đề cử     | [ 52 ] |
| 2021 | Giải thưởng phim truyền hình SBS | Nam diễn viên phụ xuất sắc nhất hạng mục phim ngắn tập (hài/lãng mạn) | Jang Hyuk-jin               | Đề cử     | [ 52 ] |